# Landskap med flykten till Egypten (Lorrain)
Landskap med flykten till Egypten är en oljemålning av barockkonstnären Claude Lorrain. Den målades 1646 och är sedan 1908 utställd på Nivaagaards Malerisamling utanför Köpenhamn. 
Målningen skildrar Nya Testamentets (Matteusevangeliet 2:13–23) berättelse om den heliga familjens flykt till Egypten undan kung Herodes soldater. I mellangrunden rider Jungfru Maria och Jesusbarnet på en åsna, åtföljda av Josef från Nasaret och ärkeängeln Gabriel. Förgrunden med sina diskreta figurer – en grupp herdar – ligger i skugga och blicken dras mot det solbelysta slättlandskapet i tavlans bakgrund. 
Fransmannen Claude Lorrain var i större delen av sitt liv bosatt i Rom. I stadens omgivningar i den så kallade campagnan fann han motiv till sina pastorala ideallandskap. Claude var framförallt landskapsmålare och de små bibliska (eller mytologiska) figurerna spelade vanligen en underordnad roll i hans kompositioner. Hans måleri skulle få ett enormt inflytande över det europeiska landskapsmåleriet. Hans rofyllda landskap fortsatte att inspirera konstnärer långt in i 1800-talet.   
Målningen ingick i Nationalmuseums utställning Arkadien – ett förlorat paradis som visades 2020.

## Målningar av Claude med samma motiv
Claude Lorrain målade flera tavlor med samma motiv. Tabellen nedan visar ett urval, samtliga utförda med oljefärg på duk.
| Bild | Titel                                            | År      | Storlek (cm) | Museum                      | Ort              |
| ---- | ------------------------------------------------ | ------- | ------------ | --------------------------- | ---------------- |
|      | The Flight into Egypt                            | ca 1635 | 71 x 98      | Indianapolis Museum of Art  | Indianapolis     |
|      | Landskab med Flugten til Egypten                 | 1646    | 100 x 130    | Nivaagaards Malerisamling   | Nivå             |
|      | Landschaft mit der Flucht nach Ägypten           | 1647    | 102 x 134    | Gemäldegalerie Alte Meister | Dresden          |
|      | Paisaje idílico con la huida a Egipto            | 1663    | 193 x 147    | Museo Thyssen-Bornemisza    | Madrid           |
|      | Landscape with the rest on the Flight into Egypt | 1666    | 116 x 159.6  | Eremitaget                  | Sankt Petersburg |